# Bulbophyllum papillatum
Bulbophyllum papillatum är en orkidéart som beskrevs av Johannes Jacobus Smith. Bulbophyllum papillatum ingår i släktet Bulbophyllum och familjen orkidéer. Inga underarter finns listade i Catalogue of Life.